# Cinacanthus tibialis
Cinacanthus tibialis är en skalbaggsart som beskrevs av Schmidt 1908. Cinacanthus tibialis ingår i släktet Cinacanthus och familjen Aphodiidae. Inga underarter finns listade i Catalogue of Life.